# Flannery
Flannery to brydżowa konwencja licytacyjna opracowana przez Williama Flannery.  W podstawowej wersji tej konwencji otwarcie 2♦ pokazuje układ pięć kierów i dokładnie cztery piki w sile słabego otwarcia, mniej więcej 11-15PH (a więc poniżej siły potrzebnej na rewers).  Głównym założeniem Flannery jest uniknięcie trudnych problemów rebidowych w sekwencji 1♥ - 1BA (jeżeli 1BA jest grane jako forsujące.  Dodatkową zaletą tej konwencji jest szybkie sprzedanie ręki otwierającego umożliwiające szybkie znalezienie fitów (lub misfitów) i zablokowanie przeciwników (pomimo że Flannery jest z założenia konwencją konstruktywną).  Główną wadą jest stosunkowo niska częstotliwość, z jaką pojawiają się ręce nadające się na otwarcie Flannery.  Niektóre wersje tej konwencji używają otwarcia 2♥ zamiast 2♦.  Istnieje wiele wersji schematów odpowiedzi, wersja podstawowa wygląda następująco:
```
Pas  Słaba ręka z karami
2
♥
/♠ Do gry, fit przynajmniej dwukartowy w kierach lub trzykartowy w pikach
2BA  Silne i forsujące do końcówki
3m   Naturalna, nieforsujące ale konstruktywne, partner powinien zalicytować 3BA z fitem Hx lub lepszym
3S   Inwitujące z fitem
3BA  Do gry
4♣   Transfer na 4
♥

4
♦
   Transfer na 4♠
4S   Do gry
```

Po relayu 2BA otwierający licytuje następująco:
```
3♣   Układ 4=5=1=3
3
♦
   Układ 4=5=3=1
3
♥
   Układ 4=5=2=2 i 11-13PH
3♠   Układ 4=5=2=2 i 14-15PH
3BA  Układ 5=4=2=2, 14-15PH i większość punktów w kolorach młodszych
4m   Maksimum i układ 5-4-4-0 z renonsem w drugim kolorze młodszym
```